# Кристална дворана у Бакуу
Кристална дворана у Бакуу (азер. Bakı Kristal Zalı) вишенаменска је арена у Бакуу, Азербејџан. Отворена је 2012. године и има капацитет за око 23.000 људи. Дана 8. септембра 2011. године међународна азербејџанска телевизија, Азад ТВ, известила је да ће Кристална дворана у Бакуу бити место одржавања Песме Евровизије 2012, што је касније потврдила и Европска радиодифузна унија.

## Историја
Дана 2. августа 2011. потписан је главни уговор са немачком компанијом Alpine Bau Deutschland AG, изабрано место за изградњу, те обављени неопходани припремни радови. Иако пуну цену уговора са извођачем није објављена, Влада је издвојила 6 милиона маната за овај пројекат. Дана 5. септембра 2011. године, најављено је да ће дворана имати капацитет за око 25.000 гледалаца, те да ће садржавати и ВИП ложе. Изградња је завршена 31. марта, а дворана је свечано отворена у априлу 2012. године.
Америчка међународна невладина организација која се бави људским правима, Хјуман рајтс воч, критиковала је Градске власти Бакуа због спровођења принудног исељења локалног становништва, како би се омогућило рушења станова да би се направило места за изградњу Кристалне дворане. Јавно удружење за помоћ слободној економији описало је исељења као „кршење људских права“, те да су рађена без законских овлашћења. Међутим, Би Би Си је објавио да су други медији изјавили да рушење није било потребно на локацији која се користи за изградњу концертне дворане.